# Greg Sutton
Gregory Ray Sutton, detto Greg (Santa Cruz, 3 dicembre 1967), è un ex cestista statunitense, professionista nella NBA e in Europa.

## Carriera
È stato selezionato dai San Antonio Spurs al secondo giro del Draft NBA 1991 (49ª scelta assoluta).

## Palmarès
- USBL Rookie of the Year (1991)
- USBL All-Rookie Team (1991)
- Migliore nelle palle rubate CBA (1993)
- Miglior tiratore da tre punti CBA (1998)